# Hoshi
Hoshi  è un nome proprio di persona giapponese femminile.

## Origine e diffusione
Si basa sul termine 星 (hoshi), che significa "stella"; è quindi analogo per semantica a Stella, Ylli, Astro, Najm, Csilla, Citlalli, Ester e Tara.

## Onomastico
Il nome non è portato da alcuna santa, quindi è adespota, e l'onomastico ricade il 1º novembre in occasione di Ognissanti.

## Il nome nelle arti
- Hoshi è un personaggio del manga Arakawa Under the Bridge.
- Hoshi Sato è un personaggio della serie televisiva Star Trek: Enterprise.